# Superàtom
Un superàtom és qualsevol agregació química (en anglès: cluster) d'àtoms que sembla que mostrin algunes de les propietats dels àtoms elementals.
Els àtoms de sodi, quan es refreden des del vapor, de manera natural es condensen en agregats (clusters), preferentment contenint un nombre màgic d'àtoms (2, 8, 20, 40, 58, etc.). Els dos primers d'aquests es poden reconéixer com el nombre d'electrons necessaris per a omplir les capes orbitals primera i segona, respectivament. En el superàtom suggerit, els electrons lliures del clúster ocupen un nou conjunt d'orbitals que es defineixen per tot el grup d'àtoms. Per tant, un superàtom amb un electró més que un orbital ple ha de renunciar a aquest electró molt fàcilment, de manera similar a un metall alcalí.
Certes agregacions d'alumini tenen propietats de superàtoms. Aquestes agregacions estan generades per anions (Aln− with n = 1, 2, 3, … ) en el gas heli, i reaccionen amb un gas que contingui iode. L'agregat ha de tenir una afinitat electrònica més alta per a l'electró que no pas el iode i, per tant, l'agregat (cluster) d'alumini s'anomena un superhalogen.

## Agregats d'alumini
- Al₇ = les propietats són similars als àtoms de germani.
- Al13 = les propietats són similars als àtoms halogens, més específicament el clor.
  - Al13Ix−, en què x = 1–13.[1]
- Al14 = les propietats són similars als metalls alcalins terris.
  - Al14Ix−, on x = 1–14.[1]
- Al23
- Al37

## Complexos de superàtoms
Els complexos de superàtoms són un grup especial de superàtoms que incorporen un nucli de metall que s'estabilitza amb lligands orgànics.
{\displaystyle n_{e}=N\nu _{A}-M-z}
en què N és el nombre d'àtoms de metall (A) en el nucli, v és la valència atòmica, M és el nombre d'electrons i z és la càrrega total del complex. Per exemple, el Au102(p-MBA)44 té 58 electrons.